# Запорожсталь
ПАО «Запорожста́ль» — украинский металлургический комбинат в Запорожье, одно из градообразующих предприятий. Является одним из крупнейших металлургических предприятий Европы и входит в группу Метинвест (с 2011).
Предприятие является одним из крупнейших загрязнителей окружающей среды Украины.
Комбинат расположен в Заводском районе Запорожья.
Численность персонала составляет 8,5 тысячи человек.

## Продукция
Специализация комбината — стальной горячекатаный рулон и лист, холоднокатаный лист, рулон из углеродистых и низколегированных сталей, а также стальная лента, чёрная жесть, гнутый профиль.
«Запорожсталь» экспортирует свою продукцию более чем в 50 стран мира. Среди них Турция, Италия, Польша, Россия, Сирия, Израиль, Болгария, Эфиопия, Нигерия. Стратегическим направлением сбытовой политики комбината остается украинский рынок.
«Запорожсталь» в 2020 году освоил производство восьми новых видов горячекатаного и холоднокатаного проката.

## История

### Основание и становление

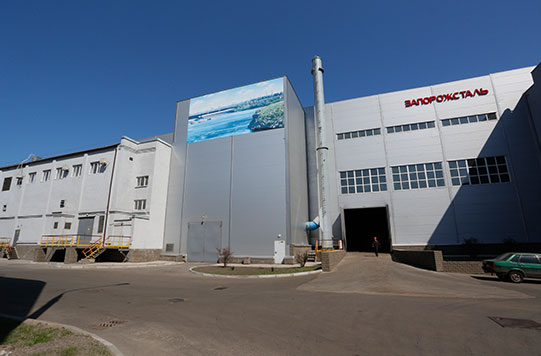
Производственная линия НТА-4
на комбинате «Запорожсталь»

Завод «Запорожсталь». Справа на переднем плане — главная контора завода

Строительство комбината было начато 22 января 1931 года на основании решения Высшего совета народного хозяйства СССР (ВСНХ) от 3 мая 1929 года и преследовало цель обеспечения нужд бурно развивающейся машиностроительной промышленности листовым металлом.
Завод был спроектирован Государственным институтом по проектированию металлургических заводов (Гипромез).
По своим масштабам металлургический завод должен был стать самым крупным в то время в Европе, его проектная мощность была рассчитана на 1,224 млн тонн чугуна и 1,430 млн тонн высококачественной стали.
Металлургический завод начал действовать 16 ноября 1933 года, когда на доменной печи № 1 была выдана первая плавка чугуна. Этот день отмечается как день рождения «Запорожстали».
В 1935 году вступили в строй четыре мартеновские печи.
В 1936 году, после обращения рабочих и ИТР, комбинату было присвоено имя Серго Орджоникидзе.
По состоянию на начало 1937 года комбинат был крупнейшим металлургическим предприятием СССР (здесь действовали 5 доменных печей, 5 мартеновских печей, первый в Европе листопрокатный стан с непрерывной прокаткой стального листа) и работы по расширению предприятия продолжались. В 1937 году вступил в строй слябинг, в 1938 году — непрерывные широкополосные станы горячей и холодной прокатки.
В 1939 году для работы на «Запорожстали» в Запорожье были отправлены 1 604 польских пленных. Этот эксперимент провалился и был закончен через 7 месяцев из-за отсутствия у пленных навыков и желания работать.
К началу Великой Отечественной войны на «Запорожстали» уже работало большинство металлургических агрегатов и вспомогательных цехов. Основными цехами завода были доменный, мартеновский, горячего и холодного проката. Удельный вес комбината по производству основных видов продукции в системе чёрной металлургии страны был значительным, особенно по выпуску качественной горячекатаной и холоднокатаной тонколистовой стали (в частности, завод обеспечивал 70 % объёма производства тонкого холоднокатаного листа для автомобильной промышленности СССР).

### Эвакуация во время Великой Отечественной войны
После начала войны здесь началось освоение выплавки и прокатки броневых листов, но в связи с приближением к городу линии фронта в августе 1941 года завод был эвакуирован в Магнитогорск. При транспортировке встал вопрос о том, как перевозить станины прокатных станов и другие громоздкие тяжеловесные детали, поскольку мощных транспортёров в наличии не оказалось. Были усилены четырёхосные платформы, но и на них перегруз доходил до 50 %. Использовали и тендерные тележки паровозов серии ФД. Для вывоза оборудования «Запорожстали» потребовалось 12 435 вагонов.
Во время эвакуации среднелистовой стан использовался для изготовления броневых листов на Магнитогорском металлургическом комбинате, остальное заводское оборудование оставалось законсервировано.
В сентябре 1941 года из партактива заводов «Запорожсталь» и «Коксохим» был сформирован партизанский отряд (52 человека под командованием И. И. Копенкина), перешедший через линию фронта 25 сентября 1941 года (отряд действовал в немецком тылу до января 1942 года, после чего все 56 партизан вышли в расположение советских войск). В апреле 1942 года в Орджоникидзевском районе города начала деятельность подпольная организация, лидерами которой стали Н. Г. Гончар, Л. В. Вайнер, Б. И. Живенко, А. И. Гиря и Е. Овсюк, к июлю 1943 года объединившая несколько десятков человек, в основном рабочих «Запорожстали». Подпольщики печатали листовки, собирали оружие и боеприпасы, устроили ряд диверсий и побегов советских военнопленных. С целью получить право на ношение оружия и не дать разрушить завод несколько подпольщиков записались в заводскую охрану. 28 июня 1943 года из-за плохой конспирации 40 подпольщиков были арестованы, 14 сентября 1943 года после допросов с применением пыток они были расстреляны.

### Восстановление, послевоенный период
После освобождения Запорожья от германской оккупации в октябре 1943 года началось восстановление завода, в котором участвовали 120 предприятий со всего СССР.
В 1947 году была введена в строй 1-я очередь завода, 27 сентября 1947 года выдал первую послевоенную продукцию цех холодной прокатки — автомобилестроителям Москвы и Горького были отправлены первые эшелоны листовой стали.
В 1949 году восстановление завода было завершено.
В 1950 году производство заводом чугуна, стали и проката превысило довоенный уровень.
В 1951 году на заводе введён в эксплуатацию цех по производству белой жести в рулонах.
Начиная с 1955 года на комбинате осуществляются мероприятия по модернизации оборудования, интенсификации производственных процессов с целью значительного прироста производства на действующих мощностях.
В 1959 году на «Запорожстали» впервые в СССР введён в эксплуатацию цех по производству холодногнутых профилей.
В 1962 году начал работать крупнейший в Европе литейный цех, производящий изложницы из жидкого чугуна первой плавки. В этом цехе впервые в мировой практике нашли широкое применение жидкоподвижные самотвердеющие смеси, используемые для изготовления форм и стержней.
В 1963 году вступил в строй действующих цех холодной прокатки № 3 с уникальным станом «2800» для холодной прокатки крупногабаритных листов из нержавеющих сталей.
В 1967 году были введены в эксплуатацию новый прокатный стан «1700», агрегат поперечной резки металла и два блока печей колпакового типа.
В 1974 году в мартеновском цехе завода была введена в эксплуатацию первая на Украине двухванная печь ДСА-1, производительность которой в 2,5 раза превышала производительность обычной печи.
В 1977 году в мартеновском цехе была внедрена технология разливки всей выплавляемой стали бесстопорным способом с применением на сталеразливочных ковшах шиберных затворов.
На «Запорожстали» впервые в стране освоено производство листов из легированных и нержавеющих марок стали со специальной шлифованной и полированной отделкой поверхности; стальной углеродистой полосы, покрытой полимерными материалами, а также производство товаров народного потребления — моек и кухонных наборов из нержавеющей стали и других изделий.

### С 1991 года
В 1994 году на комбинате впервые в практике эксплуатации широкополосных прокатных станов внедрена в промышленном масштабе «транзитная» прокатка слябов без предварительного подогрева в печах. Сегодня по такой технологии прокатывается 95 % слябов, а расход топлива снижен с 82,5 до 13,5 кг на тонну проката. Переход на «транзитную» прокатку создал предпосылки для прямой прокатки слябов длиной 10—12 метров и массой до 16 тонн. Установлены новые электродвигатели клетей чистовой группы стана мощностью по 7000 кВт переменного тока с регулированием скорости взамен морально устаревших электродвигателей постоянного тока мощностью 5000 кВт, что позволило обеспечить высокопроизводительную работу стана горячей прокатки, исключить перегрузки при прокате малых толщин, обеспечить устойчивую прокатку слябов массой 16 тонн, расширить сортамент прокатываемых полос и экономить электроэнергию.
В 2002 году впервые в мировой практике в электроприводе чистовой группы стана «1680» использованы двигатели переменного тока с регулируемым числом оборотов мощностью 7000 кВт фирмы ABB.
В настоящее время осуществляется дальнейшая реконструкция стана «1680» для обеспечения прокатки горячекатаных полос минимальной толщиной менее 2,0 мм, отвечающих современному уровню показателей качества по геометрическим размерам, качеству поверхности, плоскостности и механическим свойствам.
Для повышения качества стали в мартеновском цехе внедрена уникальная защищенная патентом Украины технология продувки металла аргоно-кислородными смесями.
В 2004 году реконструированы доменные печи № 2 и № 3. Обе доменные печи по своей технической оснащенности являются одними из лучших на постсоветском пространстве. Печи оборудованы автоматизированными системами управления, современными литейными дворами с укрытием желобов и аспирационной системой. Впервые на ДП № 2 применены бесшахтные аппараты с купольными горелками, которые позволяют увеличить температуру горячего дутья до 1200 °C, снизить расход кокса на 7 кг/т чугуна. Сооружена станция подогрева отопительного газа и воздуха горения, подаваемого в воздухонагреватель, за счёт использования тепла отходящих дымовых газов, которая позволяет сэкономить 10 млн м³ природного газа в год.
В 2006 году в цехе холодной прокатки № 1 осуществлена реконструкция термического отделения с сооружением 18 стендов колпаковых печей и станции для производства водорода фирмы «Эбнер», что обеспечивает выпуск высококачественного холодного проката в количестве 276 тыс. тонн в год и экономию природного газа в количестве 2,5 млн м³/год. Конструктивные и технологические особенности высококонвективных водородных печей позволили обеспечить стабильный выпуск холоднокатаного проката из стали марки 08Ю в соответствии с требованиями ГОСТ 9045-93. Введён в эксплуатацию агрегат продольного роспуска фирмы «Даниели», что обеспечивает выпуск конкурентоспособной продукции — холоднокатаной полосы с плотной равномерной смоткой, качественным промасливанием и развесом рулонов согласно требованиям потребителей. Заменена турбовоздуходувка с низкими параметрами дутья (G=2600 нм³/час, Р=1,8 атм) на высокоэффективную с высокими параметрами (G=3250 нм³/час, Р=3,2 атм), что позволяет обеспечить экономию теплоэнергии в количестве 6900 тонн условного топлива в год.
В 2007 году введён в эксплуатацию новый блок разделения воздуха производительностью 60 тыс. кубометров в час, который обеспечивает производственные цеха кислородом с чистотой 99,5 % (против 95-96 %) и позволяет увеличить производство: кислорода — на 107,8 млн м³/год; азота — на 108,6 м³/год; аргона — на 10,0 м³/год; криптоноксеноновой смеси — на 0,90 млн м³/год; полностью исключить контролируемые выбросы кислорода в атмосферу, которые составляли 14 %; обеспечить экономию электро- и теплоэнергии.
Активно ведутся работы в цехе горячей прокатки тонкого листа. Установлены обвязочные машины горячекатаных рулонов у моталок 1-3, что позволило исключить распушивание и повреждение рулонов в процессе их транспортировки по конвейерам, обеспечить устойчивую прокатку на станах холодной прокатки и сократить расход металла. В период капитального ремонта реконструирован агрегат поперечной резки № 2 для порезки рулонов массой до 16 тонн. Промежуточное перемоточное устройство «койл-бокс». Введено в эксплуатацию промежуточное перемоточное устройство «койл-бокс» для смотки в рулон раската перед чистовой группой, что обеспечивает равномерность распределения температур по всей длине полосы и заданных требований по механическим характеристикам прокатываемого металла, а также позволяет расширить сортамент стана. Введены в эксплуатацию вальцешлифовальные станки фирмы «Геркулес» для профилировки рабочих и опорных валков стана и ряд других мероприятий.
В агломерационном цехе завершены работы и введено в эксплуатацию оборудование по аспирации воздуха от хвостовых частей агломашин. Новый комплекс природоохранного оборудования, установленный в агломерационном цехе, способен очищать до 1,6 млн м³ загрязненного воздуха в час, что позволяет снизить выбросы в атмосферу порядка 2,5 тысяч тонн пыли в год. Уловленная в электрофильтрах железосодержащая пыль возвращается в производство.
1 августа 2016 года три цеха комбината — литейный, механический и цех металлоконструкций — выделились в отдельный Запорожский литейно-механический завод.
1 июня 2017 года четыре цеха комбината, цех ремонта прокатного оборудования, два цеха ремонта металлургического оборудования и цех ремонта электрооборудования металлургических цехов были административно подчинены ремонтному предприятию г. Мариуполь — ООО «Метинвест-Промсервис».
В марте 2019 года комбинат совместно с туристическим информационным центром г. Запорожья запустил экскурсии на производство для любителей индустриального туризма — «Steel’ne misto Z».

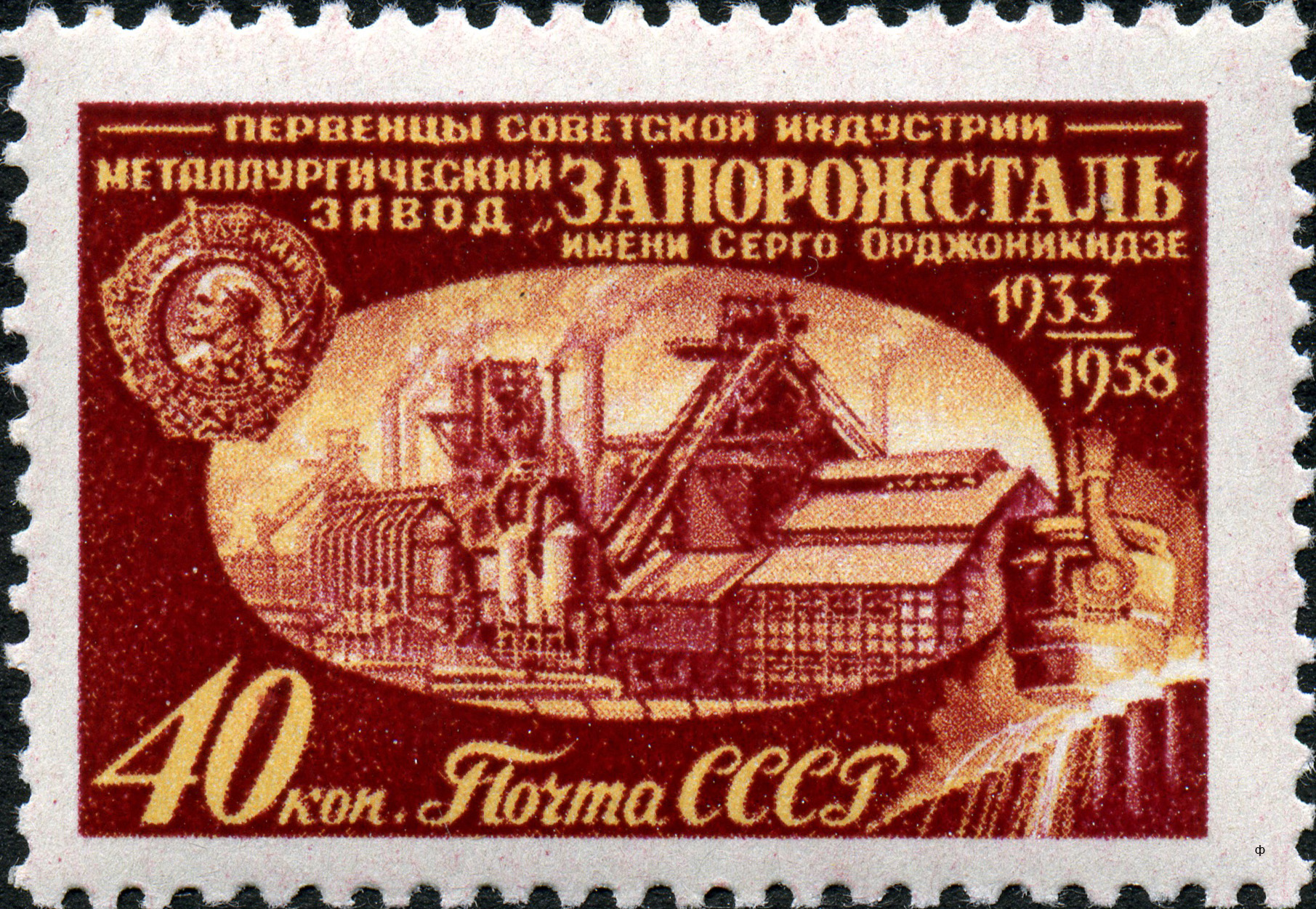
Почтовая марка СССР, 1958 год: Первенцы советской индустрии

## Экология

### Успехи в развитии программы экологии
ПАО «Запорожсталь» является предприятием с полным металлургическим циклом и специализируется на выпуске горяче- и холоднокатанного листа, жести. Данные технологические процессы во всем мире связаны с выделениями вредных веществ в атмосферу, водоёмы, образованием промышленных отходов.
Комбинат «Запорожсталь» осуществляет природоохранную деятельность по следующим направлениям:
- усовершенствование работы технологического оборудования (модернизация);
- ввод в эксплуатацию новых, менее энергоемких металлургических агрегатов с обязательным оснащением вновь вводимых агрегатов соответствующими природоохранными системами;
- модернизация существующего природоохранного оборудования.

Для осуществления контроля за влиянием на окружающую среду на комбинате работает Управление охраны окружающей среды (УООС) и Радиоизотопная лаборатория (РИзЛ). УООС производит постоянный мониторинг влияния комбината на состояние всех компонентов окружающей среды, санитарно-гигиенический контроль состояния рабочих мест. РИзЛ осуществляет оценку радиологической обстановки на комбинате и радиационный контроль.
В 2000 году на «Запорожсталь» разработана и целенаправленно выполняется программа технического перевооружения основных мощностей с максимальным внедрением ресурсосберегающих технологий. Среди них особое место занимает внедрение природоохранных мероприятий.
В 2007 году «Запорожсталь» благодаря внедрению ряда природоохранных мероприятий почти на тысячу тонн снизило выбросы вредных веществ по сравнению с предыдущим периодом при том, что производство стали увеличилось. Высокого результата удалось достичь благодаря запуску в работу аспирационной установки в агломерационном цехе.
На модернизацию, техперевооружение, внедрение энергосберегающих технологий и строительство природоохранных объектов за 2001—2007 годы комбинат направил около четырёх миллиардов гривен собственных средств.
Река Днепр загрязняется недостаточно очищенными промышленными стоками. Качество стоков после шламонакопителя «Запорожстали» («красная вода») не отвечает санитарным требованиям. Воздействие комбината на водные объекты характеризовалось в 2008 году снижением сброса загрязняющих веществ в водные объекты в сравнении с 2007 годом на 4 975 тыс. тонн и снижением сброса возвратных вод в Днепр на 2 213 млн м³. На комбинате также реализована программа по эффективному использованию оборотной воды в технологических процессах и снижения сброса в водоём — для этой цели построены и эффективно используются 11 замкнутых оборотных циклов, благодаря которым улавливается и возвращается в производство более 200 тыс. тонн/год железосодержащих шламов, что является дополнительным источником сырья и не требует дополнительных затрат на их захоронение.
Для уменьшения загрязнения окружающей природной среды на комбинате совершенствуется работа технологического оборудования, источники выбросов и сбросов оснащаются очистными установками, утилизируются и используются промышленные отходы.
Текущие затраты меткомбината на охрану окружающей природной среды ежегодно превышают 90 млн грн, что позволяет эффективно эксплуатировать природоохранные объекты комбината и своевременно решать текущие экологические вопросы.
В 2008 году на комбинате внедрена интегрированная система менеджмента (ИСМ) качества, экологии и охраны труда, а в октябре того же года по результатам сертификационного аудита она получила сертификат соответствия требованиям международных стандартов ISO 9001:2000, ISO 14001:2004, ОНSAS 18001:2007, ILO-OSH 2001, что является признанием эффективности выбранной экологической политики, высокого уровня экологического сознания и культуры производства.
В 2010 г. предприятие было награждено двумя дипломами Национальной академии наук Украины: «За успешное внедрение системы экологического менеджмента» — сертификация предприятий по системе ISO 14001:2004 и «За внедрение научно-экологических разработок».
В 2011 на предприятии ввели в эксплуатацию установку вдувания пылеугольного топлива (ПУТ) в доменные печи. Это позволило значительно сократить потребление природного газа.
Предприятие продолжает заниматься модернизацией производства и выделением значительных сумм на природоохранные объекты и мероприятия, планируя перейти от мартеновского производства к конвертерному, что значительно снизит выбросы вредных веществ в атмосферу.
В 2013 году была введена в эксплуатацию новая агломашина № 1, оснащённая двумя электрофильтрами, обеспечивающими очистку агломерационных газов сухим способом.
В 2014 году комбинат полностью реконструировал доменную печь № 4 (ДП-4), общий объём инвестиций составил около 950 млн грн. Современная высокоэффективная пылегазоочистная система доменной печи снижает объёмы выбросов и обеспечивает концентрацию пыли на выходе 20 мг/м³, что соответствует международным нормам.
Также в 2014 году комбинат ввел в эксплуатацию производственную линию соляно-кислотного травления (НТА-4) в цехе холодной прокатки № 1, построенную в соответствии с европейскими экологическими стандартами. По итогам всеукраинского конкурса зданий и сооружений, построенных и принятых в эксплуатацию на территории Украины в 2014 году, организованного Государственной архитектурно-строительной инспекцией Украины, линия соляно-кислотного травления «Запорожстали» признана лучшим объектом производственного значения. Линия соляно-кислотного травления — уникальный для Украины промышленный объект с полной автоматизацией производства, что исключает влияние человеческого фактора на работу оборудования. Производительность НТА-4 составляет 1,35 млн тонн травленого металла в год. После запуска линии выбросы паров серной кислоты на комбинате в атмосферу, а также сбросы промышленных вод от цеха холодной прокатки в реку Днепр полностью прекращены. Инвестиции в строительство составили 890 млн грн.
В 2015 году комбинат осуществил расширенный капитальный ремонт с элементами реконструкции доменной печи № 2 (ДП-2), результатом чего стало повышение экологической надёжности аспирационной системы и эффективности работы печи. Финансирование капитального ремонта составило порядка 200 млн грн. Очистка от пыли на ДП-2 соответствует европейскому нормативу по выбросам — до 20 мг на кубометр воздуха.
В апреле 2018 года комбинат завершил модернизацию газоочистных систем агломашин № 1-6.

### Неудачи программы улучшения экологии
Предприятие является одним из крупнейших загрязнителей окружающей среды на Украине.
- Загрязнение атмосферы

| Год  | Основные выбросы (тонн/год) | Вещества в виде твёрдых частиц (тонн/год) | Соединения азота (тонн/год) | Диоксид и другие соединения (тонн/год) | Оксид углерода (тонн/год) | Степень очищения установки очистки газа (%) |
| ---- | --------------------------- | ----------------------------------------- | --------------------------- | -------------------------------------- | ------------------------- | ------------------------------------------- |
| 2005 | 82508,601                   | 9713,685                                  | 5643,617                    | 5865,696                               | 60448,36                  | 82                                          |
| 2006 | 78399,9                     | 7981,129                                  | 4002,008                    | 5756,836                               | 58976,911                 | 80                                          |
| 2007 | 77360,631                   | 7480,920                                  | 4126,933                    | 5630,418                               | 58379,378                 |                                             |

Заезд в мартеновский цех

В 2007 году Министерство охраны окружающей среды Украины за невыполнение мероприятий по уменьшению выбросов вредных веществ в атмосферу начислило комбинату «Запорожсталь» ущерб на сумму 5 млн 122 тыс. 186 гривен.
По результатам выездного заседания Запорожской облгосадминистрации, состоявшегося в апреле 2010 г., глава ЗОГА Борис Петров отметил, что существуют претензии к комбинату «Запорожсталь», который не выполняет прописанных мероприятий. При этом глава области отметил, что нет претензий к работникам и руководству завода, однако есть претензии к собственникам, которые не имеют в планах реконструкции стоимостью 1,5 млрд долларов.
В 2009 году «Запорожсталь» взяла на себя обязательства, в соответствии с трёхсторонним соглашением, подписанным также представителями Министерства охраны окружающей природной среды Украины и Запорожского областного совета.
По итогам 2015 года, «Запорожсталь» не выполнила взятые на себя обязательства по очистным сооружениям на агломашинах № 3-6, модернизация была завершена в 2018 году.

## Собственники и руководство
В 1997 году комбинат был преобразован в открытое акционерное общество.
Контрольный пакет акций предприятия примерно в то же время был передан в управление бизнесмену Василию Хмельницкому, который дважды избирался народным депутатом Украины (последний раз по списку Юлии Тимошенко).
К началу 2000-х предприятие контролировалось тремя группами акционеров: Midland Recourses гражданина Великобритании Алекса Шнайдера и гражданина Канады Эдуарда Шифрина (оба — выходцы из СССР), компанией «Запад-Резерв», которая принадлежала председателю правления «Запорожстали» Виталию Сацкому и президенту футбольного клуба «Металлург» Игорю Дворецкому, а также бизнесменами Андреем Ивановым (до 2006 года возглавлял наблюдательный совет «Запорожстали») и Василием Хмельницким, которые формализовали свой бизнес в «Киевскую инвестиционную группу» только в середине 2000-х.
Летом 2006 года акционеры «Запорожстали» объявили о дополнительной эмиссии акций, в результате которой доли миноритарных акционеров комбината были размыты. Немного позже стало известно, что Андрей Иванов и Василий Хмельницкий продали Midland Recourses и «Запад-Резерву» свои акции комбината. В 2010 г. группа Midland Resources Эдуарда Шифрина и Алекса Шнайдера, под контролем которой находилось около 50 % акций ОАО, продала порядка 10 % «запорожской» группе акционеров, в которую входили совладельцы «Индустриалбанка» Игорь Дворецкий, Виталий Сацкий и Артур Абдинов.
В 2010 г. «Внешэкономбанк» через украинский «Проминвестбанк» полностью перекредитовал ОАО «Запорожсталь» на сумму порядка 1 миллиарда гривен, что позволяет говорить о том, что завод полностью перешёл под финансовое управление российского «Внешэкономбанка».
Акции «Запорожстали» сначала у Midland, а потом у других совладельцев комбината Игоря Дворецкого и Виталия Сацкого выкупили неизвестные российские инвесторы за $1,7 млрд. Профинансировал эту сделку российский государственный «Внешэкономбанк». При этом на долю Midland претендовала компания Рината Ахметова, однако группа оффшорных компаний Atinia Ventures, Parborio Holdings, Belego Holdings, Sileni Trading и Equalchance Processing предложила бо́льшую сумму, что привело к судебному иску со стороны Ахметова. Иск закончился соглашением, предусматривающем, что Midland согласились выплатить Ахметову за срыв сделки $105 млн. В 2011 году «Метинвест», входящий в СКМ Рината Ахметова, купил 50 % группы «Индустриал», которой принадлежало более 50 % «Запорожстали» и в августе 2011 г. «Метинвест» начал замену топ-менеджеров компании.
В 2015 году форма собственности была изменена с «открытого акционерного общества» на «публичное акционерное общество».

### Директоры
- 1934−1937 гг. — Рогачевский, Исаак Захарович[57]
- 1937−1948 гг. — Кузьмин, Анатолий Николаевич
- 1948−1956 гг. — Боборыкин, Анастасий Лукич
- 1956−1982 гг. — Юпко, Лев Дмитриевич
- 1982−1986 гг. — Герасименко, Александр Александрович
- 1986−2012 гг. — Сацкий, Виталий Антонович
- 30.07.2012 — 25.11.2019 г. — Шурма, Ростислав Игоревич[58]
- с 25.11.2019 г. — Мироненко, Александр Григорьевич[59][60]
- с 03.01.2023 — Слободянюк, Роман Степанович[61]

## Награды
- орден Ленина (1947);
- орден Октябрьской Революции (1971).